# (11145) Emanuelli
(11145) Emanuelli est un astéroïde de la ceinture principale.

## Description
(11145) Emanuelli est un astéroïde de la ceinture principale. Il fut découvert le 29 août 1997 à Sormano par Piero Sicoli et Paolo Chiavenna. Il présente une orbite caractérisée par un demi-grand axe de 2,21 UA, une excentricité de 0,14 et une inclinaison de 5,1° par rapport à l'écliptique.

## Compléments